# Sparnia edwardsi
Sparnia edwardsi är en insektsart som beskrevs av Frederick Arthur Godfrey Muir 1927. Sparnia edwardsi ingår i släktet Sparnia och familjen sporrstritar. Inga underarter finns listade i Catalogue of Life.